# Сахнівське
Сахнівське — селище в Україні, у Черкаському районі Черкаської області, підпорядковане Набутівській сільській громаді. Населення — 32 особи.